# Compétition (journal)
Pour les articles homonymes, voir Compétition.
Compétition est le plus ancien journal sportif algérien, consacré presque exclusivement au football, avec une page dédiée à l'automobile. Le journal détient plusieurs revues, dont Auto, Mobile, Numéric. Il a été fondé en 1993 par une équipe de journalistes autour de Djamel Guessoum, Rafik Abib et Salim Salhi.

## Histoire
À ses débuts, le journal était hebdomadaire : il paraissait le samedi en couvrant la journée du championnat du week-end, ainsi que les matches de la semaine suivante. Il a été créé par quatre anciens journalistes d'Alger-républicain. Son directeur a toujours été Djamel Guessoum. Rafik Abib a été son premier rédacteur en chef.
Puis, il devient bihebdomadaire (samedi et mardi, où le journal revient en détail sur les matches de la semaine). Il prend ensuite le format trihebdomadaire (samedi, mardi et jeudi).
En 2008, Compétition devient un quotidien national sportif. Le début était difficile pour l'équipe rédactionnelle qui peine à trouver des sujets. En revanche, le journal est paru même le vendredi (jour de week-end en Algérie).
En 2013, Compétition titrait à la Une « Cet arbitre est un salaud » en référence à l'arbitre qui a accordé un penalty au Burkina Faso, lors du dernier match qualificatif pour la Coupe du monde 2014, jouée au Brésil.

## Journalistes deCompétition, passés ou présents
- Rafik Abib
- Salim Salhi
- Hamouche Benslimane
- Halim Djender
- Kamel Hassani
- Nourredine Boumali
- Smail Mohand Amokrane
- Amirouche Boudjedou
- Maâmar Zerrouki
- Amina Zerrouki
- Dominique Rocheteau
- Luis Fernandez
- Diego Maradona
- Abdellah Haddad
- Hilal Ait Benali
- Ahmed Ifticen
- Islam Zemam
- Farès Rouibah
- Salem Alem
- Rachid Hamadi
- Asma Halim
- Rachid Abbad
- Mustapha Ouail

## Activités
Le journal couvre toutes les manifestations footballistiques du Championnat d'Algérie de football (Ligue 1) et Championnat d'Algérie de football D2 (Ligue 2), en plus de la Coupe d'Afrique des nations de football et de la Coupe du monde de football où le journal envoie, à  chaque fois, des envoyés spéciaux en plus des équipes algériennes engagées en Ligue des champions de la CAF.